# Lécousse
Lécousse est une commune française située dans le département d'Ille-et-Vilaine en Région Bretagne, peuplée de 3 423 habitants (les Lécoussois).

## Géographie
| Saint-Germain-en-Coglès | Saint-Germain-en-Coglès | Parigné, Landéan, Laignelet |
| Romagné                 | Lécousse                | Fougères                    |
| Romagné                 | Javené                  | Fougères                    |

### Hydrographie
Pour un article plus général, voir Réseau hydrographique d'Ille-et-Vilaine.
La commune est située dans le bassin Loire-Bretagne. Elle est drainée par le Nançon, le ruisseau de la Chaumoie, le ruisseau de Marvaise, le ruisseau de Vaugarny, le ruisseau du Gué pérou et le ruisseau du Pont sec,,.
Le Nançon, d'une longueur de 20 km, prend sa source dans la commune de Landéan et se jette  dans le Couesnon à Fougères, après avoir traversé six communes. Les caractéristiques hydrologiques du Nançon sont données par la station hydrologique située dans la commune. Le débit moyen mensuel est de 0,674 m3/s. Le débit moyen journalier maximum est de 10,1 m3/s, atteint lors de la crue du 22 janvier 1995. Le débit instantané maximal est quant à lui de 12,3 m3/s, atteint le 13 novembre 2000.

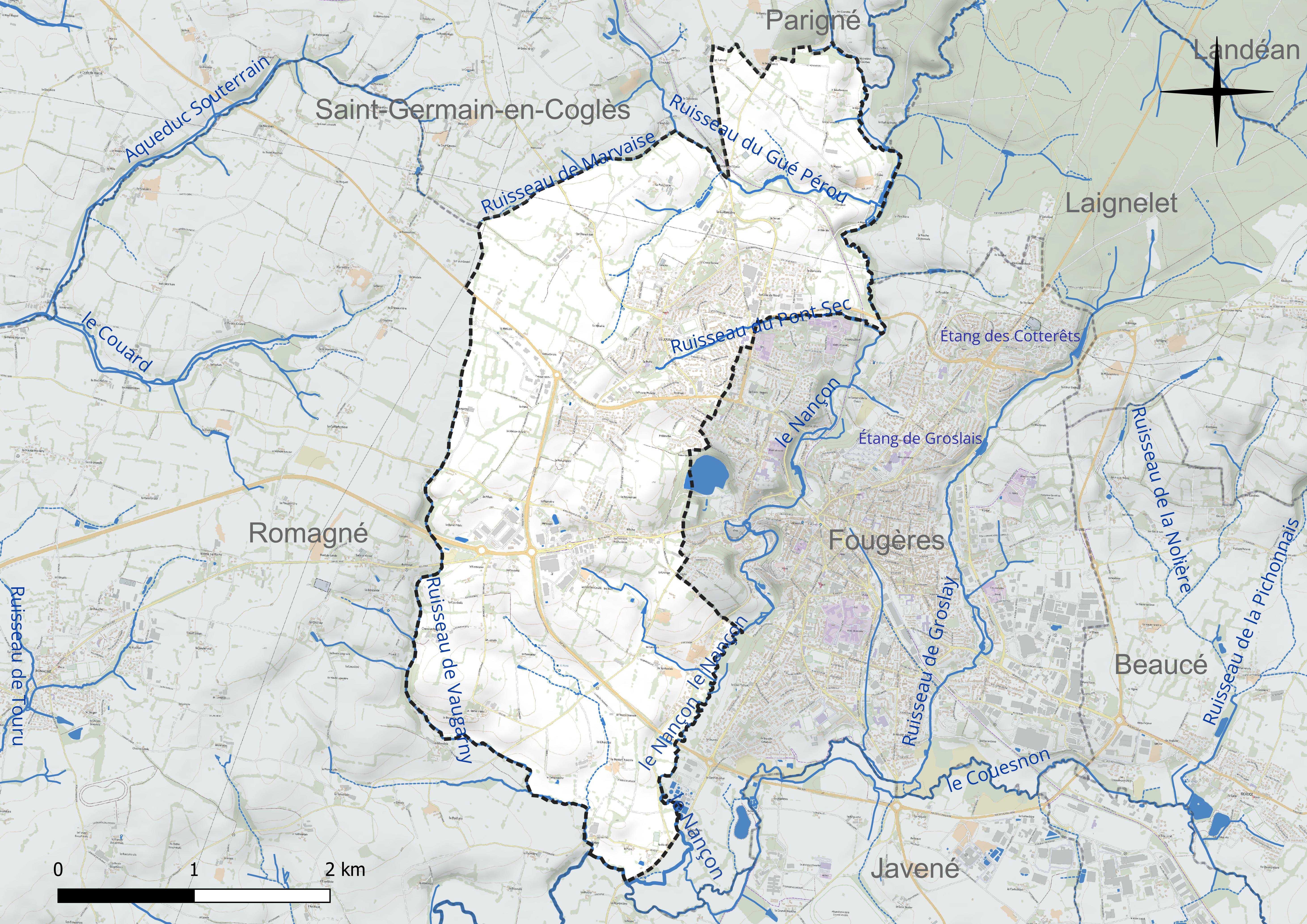
Réseau hydrographique de Lécousse.

### Climat
Pour des articles plus généraux, voir Climat de la Bretagne et Climat d'Ille-et-Vilaine.
En 2010, le climat de la commune est de type climat océanique franc, selon une étude du CNRS s'appuyant sur une série de données couvrant la période 1971-2000. En 2020, Météo-France publie une typologie des climats de la France métropolitaine dans laquelle la commune est exposée à un climat océanique et est dans la région climatique  Bretagne orientale et méridionale, Pays nantais, Vendée, caractérisée par une faible pluviométrie en été et une bonne insolation. Parallèlement l'observatoire de l'environnement en Bretagne publie en 2020 un zonage climatique de la région Bretagne, s'appuyant sur des données de Météo-France de 2009. La commune est, selon ce zonage, dans la zone « Intérieur Est », avec des hivers frais, des étés chauds et des pluies modérées.  
Pour la période 1971-2000, la température annuelle moyenne est de 10,8 °C, avec une amplitude thermique annuelle de 13,3 °C. Le cumul annuel moyen de précipitations est de 924 mm, avec 14 jours de précipitations en janvier et 8,2 jours en juillet. Pour la période 1991-2020, la température moyenne annuelle observée sur la station météorologique la plus proche, située sur la commune de Fougères à 2 km à vol d'oiseau, est de 11,9 °C et le cumul annuel moyen de précipitations est de 939,1 mm,. Pour l'avenir, les paramètres climatiques de la commune estimés pour 2050 selon différents scénarios d'émission de gaz à effet de serre sont consultables sur un site dédié publié par Météo-France en novembre 2022.

## Urbanisme

### Typologie
Au 1er janvier 2024, Lécousse est catégorisée ceinture urbaine, selon la nouvelle grille communale de densité à sept niveaux définie par l'Insee en 2022.
Elle appartient à l'unité urbaine de Fougères, une agglomération intra-départementale regroupant quatre  communes, dont elle est une commune de la banlieue,,. Par ailleurs la commune fait partie de l'aire d'attraction de Fougères, dont elle est une commune de la couronne,. Cette aire, qui regroupe 26 communes, est catégorisée dans les aires de 50 000 à moins de 200 000 habitants,.

### Occupation des sols
L'occupation des sols de la commune, telle qu'elle ressort de la base de données européenne d'occupation biophysique des sols Corine Land Cover (CLC), est marquée par l'importance des territoires agricoles (75,9 % en 2018), en diminution par rapport à 1990 (84,6 %). La répartition détaillée en 2018 est la suivante : 
zones agricoles hétérogènes (38,9 %), prairies (33,2 %), zones urbanisées (18 %), zones industrielles ou commerciales et réseaux de communication (5,9 %), terres arables (3,8 %), forêts (0,1 %). L'évolution de l'occupation des sols de la commune et de ses infrastructures peut être observée sur les différentes représentations cartographiques du territoire : la carte de Cassini (XVIIIe siècle), la carte d'état-major (1820-1866) et les cartes ou photos aériennes de l'IGN pour la période actuelle (1950 à aujourd'hui).

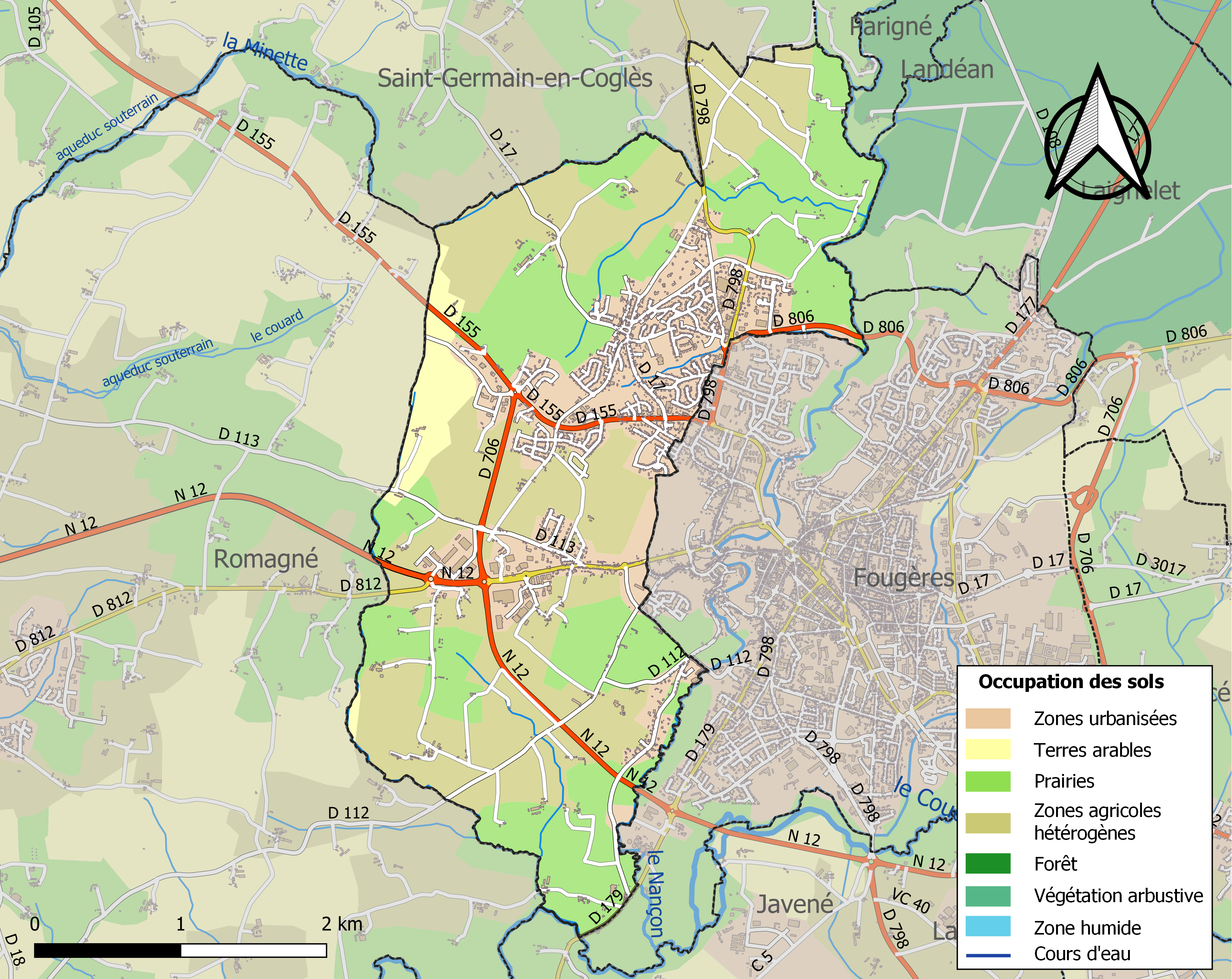
Carte des infrastructures et de l'occupation des sols de la commune en 2018 (CLC).

## Histoire

### Temps modernes
Selon Henri Sée, en 1774, le nombre des journaliers et domestiques à Lécousse était de 385 sur une population totale qui s'élevait alors à 1 025 habitants.

### LeXXesiècle

#### La Belle Époque
Le Journal officiel publie le 4 septembre 1909 un décret attribuant au bureau de bienfaisance de Lécousse les biens placés sous séquestre et ayant appartenu à la fabrique de l'église.

## Toponymie

### Attestations anciennes[27],[28]
de Excussa (XIe siècle)
Cussa (1141)
Exussa (XIIe siècle)
L'Escousse (XVe siècle)

#### Étymologie
La signification du toponyme reste obscure. Les attestations anciennes, qu'il devait ignorer, puisqu'il ne les mentionne pas, ne permettent pas de confirmer l'interprétation suggérée par Dauzat : le domaine des Écossais (la Scottia).

## Héraldique
| Blason | Blasonnement : Parti d'argent et de sable, à Saint Martin cavalier d'or partageant son manteau doublé d'hermine avec son épée d'argent, adextré en son chef de deux sabots de sable posés en pal adossés et rangés en barre, celui de la pointe renversé. |

## Politique et administration

### Liste des maires
| Période                                  | Période   | Identité              | Étiquette       | Qualité |
| ---------------------------------------- | --------- | --------------------- | --------------- | --- |
| ?                                        | ?         | Jean Bouessel-Dubourg | Conservateur    | Avocat, docteur en droit Conseiller général du canton de Fougères-Sud (1898 → 1919)                                                              |
| Les données manquantes sont à compléter. |           |                       |                 | |
| octobre 1950                             | ?         | Auguste Berthelot     |                 | |
| mars 1965                                | mars 1989 | Albert Chemin         |                 | Vice-président du district de Fougères Maire honoraire (1989) Réélu en 1971, 1977 et 1983                                                        |
| mars 1989                                | mai 2020  | Bernard Marboeuf      | UDF puis UDI-AC | Proviseur de lycée Conseiller régional de Bretagne (1992 → ) Président de Fougères Agglomération (2017 → 2020) Réélu en 1995, 2001, 2008 et 2014 |
| 26 mai 2020                              | En cours  | Anne Perrin           |                 | Comptable conseil en cabinet d'expertise |
| Les données manquantes sont à compléter. |           |                       |                 | |

### Politique de développement durable
La commune a engagé une politique de développement durable en lançant une démarche d'Agenda 21.

### Jumelages
- Morcín (Espagne) depuis 2002.

## Démographie
L'évolution du nombre d'habitants est connue à travers les recensements de la population effectués dans la commune depuis 1793. Pour les communes de moins de 10 000 habitants, une enquête de recensement portant sur toute la population est réalisée tous les cinq ans, les populations de référence des années intermédiaires étant quant à elles estimées par interpolation ou extrapolation. Pour la commune, le premier recensement exhaustif entrant dans le cadre du nouveau dispositif a été réalisé en 2005.
En 2022, la commune comptait 3 423 habitants, en évolution de +6,74 % par rapport à 2016 (Ille-et-Vilaine : +5,46 %, France hors Mayotte : +2,11 %).
| 1793  | 1800  | 1806  | 1821  | 1831  | 1836 | 1841 | 1846 | 1851 |
| ----- | ----- | ----- | ----- | ----- | ---- | ---- | ---- | ---- |
| 1 143 | 1 296 | 1 289 | 1 274 | 1 311 | 902  | 972  | 984  | 984  |

| 1856 | 1861 | 1866 | 1872 | 1876 | 1881  | 1886  | 1891  | 1896  |
| ---- | ---- | ---- | ---- | ---- | ----- | ----- | ----- | ----- |
| 948  | 947  | 955  | 937  | 963  | 1 032 | 1 044 | 1 154 | 1 225 |

| 1901  | 1906  | 1911  | 1921  | 1926  | 1931  | 1936  | 1946  | 1954  |
| ----- | ----- | ----- | ----- | ----- | ----- | ----- | ----- | ----- |
| 1 352 | 1 469 | 1 498 | 1 450 | 1 650 | 1 685 | 1 605 | 1 851 | 1 072 |

| 1962  | 1968  | 1975  | 1982  | 1990  | 1999  | 2005  | 2006  | 2010  |
| ----- | ----- | ----- | ----- | ----- | ----- | ----- | ----- | ----- |
| 1 098 | 1 129 | 1 347 | 2 472 | 2 827 | 2 826 | 2 962 | 2 932 | 2 931 |

| 2015  | 2020  | 2022  | - | - | - | - | - | - |
| ----- | ----- | ----- | - | - | - | - | - | - |
| 3 178 | 3 279 | 3 423 | - | - | - | - | - | - |

## Lieux et monuments

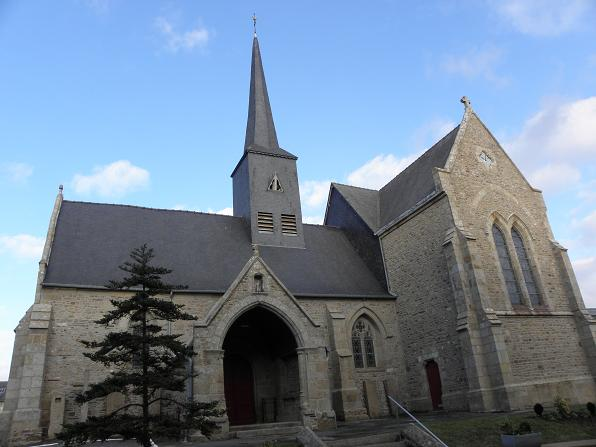
L'église Saint-Martin.

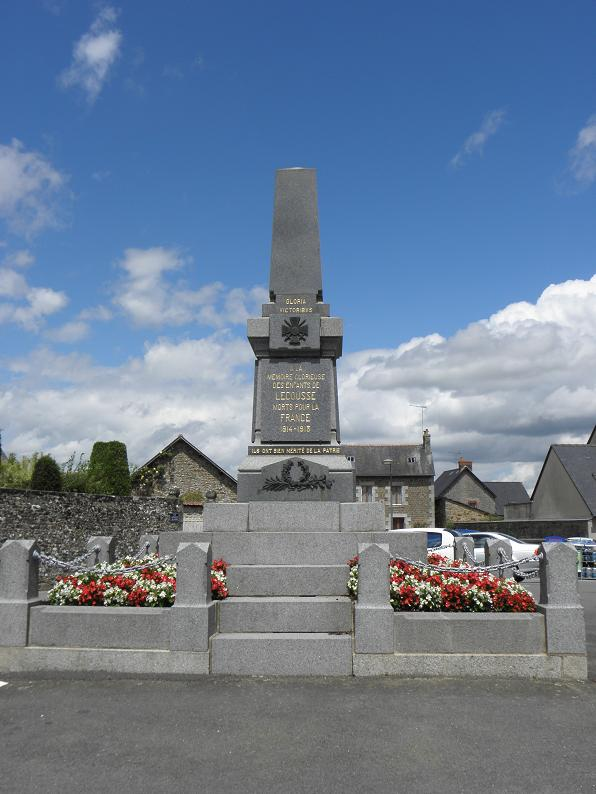
Monument aux morts.

La commune ne compte aucun monument historique protégé mais plusieurs bâtiments sont inventoriés.
- Église Saint-Martin (XVIe siècle, reconstruite en partie en 1869 par Albert Béziers-Lafosse)[39].
- Plusieurs manoirs[40],[41],[42],[43],[44],[45].
- Plusieurs fermes et maisons[46].

## Activités et manifestations

### Sports
L'Association sportive Espérance Lécousse fait évoluer une équipe de football en ligue de Bretagne et deux autres en divisions de district.

## Personnalités
- Menachem Gueffen (1930-2016), peintre et caricaturiste israélien, mort à Lécousse.